# Суландозеро
Суландозеро — пресноводное озеро на территории Оштинского сельского поселения Вытегорского района Вологодской области.

## Физико-географическая характеристика
Площадь озера — 2,2 км², площадь водосборного бассейна — 12,2 км². Располагается на высоте 162,2 метров над уровнем моря.
Берега озера каменисто-песчаные, преимущественно возвышенные.
С западной стороны Суландозера вытекает река Дальняя Суланда, впадающая в реку Суланду, впадающую в реку Лему, являющуюся притоком реки Мегры, впадающей, в свою очередь, в Онежское озеро.
Ближе к юго-восточному берегу озера расположен один небольшой остров без названия.
Населённые пункты вблизи водоёма отсутствуют. На юго-западном берегу располагается урочище Суландозеро на месте опустевшего населённого пункта, через которое проходит лесная дорога.
Код объекта в государственном водном реестре — 01040100611102000020131.